# Simão José Januário
Simão José Januário (Major Izidoro, 20 de Abril de 1907 — Cacimbinhas, 4 de Abril de 1981) foi um agricultor, comerciante e político brasileiro.
Em 1958, Simão Januário contribuiu para o desmembramento do município de Cacimbinhas, integrando uma comissão junta ao deputado estadual Geraldo Sampaio. Após a aprovação da petição de emancipação, é aprovada em julho de 1958, tendo passado pela Câmara Legislativa de Palmeira dos Índios, por meio do vereador Luiz Amorim da Costa e, posteriormente, pela Assembleia Legislativa do Estado de Alagoas, por meio do deputado anteriormente citado; conseguem a carta que deveria ser direcionada para a sanção do governador do Estado, o exmo. sr. Sebastião Marinho Muniz Falcão.
Em 15 de setembro de 1958, o governador de Alagoas enviou um telegrama convocando uma reunião com o deputado Geraldo Sampaio e sua comissão, que aconteceria em 18 de setembro do mesmo ano. Nessa reunião, José Januário é nomeado o primeiro prefeito do município; após a emancipação, inicia-se o seu mandato em 19 de setembro de 1958.
Durante seu primeiro mandato, começou a fundamentar a sede do município. Construiu edificações para alguns órgãos da cidade, além de expandir o acesso à educação após a construção da Escola Estadual Muniz Falcão, à época, Grupo Escolar Muniz Falcão. Criou ruas, e expandiu o abastecimento de água e combate à seca, por meio da criação de um açude. No segundo mandato, de 1967 a 1970, focou principalmente na educação, uma vez que criou grupos escolares e salas de aula na zona rural. Ademais, construiu a Praça José Caetano de Moraes e doou um terreno para a construção do Ginásio Nossa Senhora da Penha, atualmente a Escola Municipal de Educação Básica Liceu Cacimbinhense.

Em suma, criou as bases das infraestruturas urbanas do município. Em 4 de abril de 1981, Simão José Januário vem a falecer.